# Komuna e Steblevës
Komuna e Steblevës är en kommun i Albanien.   Den ligger i prefekturen Qarku i Elbasanit, i den centrala delen av landet, 50 km öster om huvudstaden Tirana.
Omgivningarna runt Komuna e Steblevës är en mosaik av jordbruksmark och naturlig växtlighet.  Runt Komuna e Steblevës är det ganska tätbefolkat, med 75 invånare per kvadratkilometer.